# مگس‌گیر آبی ماتینان
مگس‌گیر آبی ماتینان (نام علمی: Cyornis sanfordi) نام یک گونه از سرده مگس‌گیرهای آبی است.